# Osman Mema
Osman Mema (ur. 2 lipca 1939 w Tiranie, zm. 25 września 2023) – albański piłkarz, z zawodu elektryk.

## Życie prywatne
Miał trzech braci: Haxhiego, Beqira i Alego.